# كأس الملك السعودي 1988
كان كأس الملك عام 1988 هو الموسم الثلاثين للبطولة منذ إنشائها في عام 1956. كان النصر هو المُدافع عن اللقب، لكن تم إقصاؤه من قبل الاتحاد. 
فاز الاتحاد بلقبه السادس بعد فوزه على الاتفاق 1-0 في النهائي.  كان هذا هو أول نهائي يقام في استاد الملك فهد الدولي.

## دور الـ16
تأهل كلاً من الاتفاق وأحد تلقى ابسبب مشاركته في كأس أبطال الخليج للعام 1988. وأيضًا لعدم وجود فرق تشارك في هذه الجولة.
| المستضيف                 | النتيجة      | الضيف                    |
| ------------------------ | ------------ | ------------------------ |
| نادي الاتفاق (السعودية)  | تأهل         |                          |
| نادي أحد                 | تأهل         |                          |
| النادي الأهلي (السعودية) | 3–3 (2–3 رج) | نادي الرياض              |
| نادي الاتحاد (السعودية)  | 1–0          | نادي القادسية (السعودية) |
| نادي الطائي              | 0–1          | نادي النهضة (السعودية)   |
| نادي الكوكب              | 0–2          | نادي الوحدة (السعودية)   |
| نادي التهامي             | 2–2 (4–5 رج) | نادي الشباب (السعودية)   |
| نادي النصر (السعودية)    | 1–0          | نادي الهلال (السعودية)   |

## دور ربع النهائي
| المستضيف                | النتيجة         | الضيف                   |
| ----------------------- | --------------- | ----------------------- |
| نادي النصر (السعودية)   | 4–0             | نادي أحد                |
| نادي الرياض             | 1–3             | نادي الشباب (السعودية)  |
| نادي الاتفاق (السعودية) | 1–0 (وقت إضافي) | نادي الوحدة (السعودية)  |
| نادي النهضة (السعودية)  | 0–4             | نادي الاتحاد (السعودية) |

## نصف النهائي
| المستضيف               | النتيجة      | الضسق                   |
| ---------------------- | ------------ | ----------------------- |
| نادي الشباب (السعودية) | 0–2          | نادي الاتفاق (السعودية) |
| نادي النصر (السعودية)  | 1–1 (1–3 رج) | نادي الاتحاد (السعودية) |

## نهائي
لعبت المباراة النهائية بين الاتحاد و الاتفاق في ملعب الملك فهد بالرياض.  ووصل الاتحاد للنهائي للمرة الحادية عشرة، في حين نادي الاتفاق للمرة السادسة.
| الاتحاد       | 1–0   | الاتفاق |
| ------------- | ----- | ------- |
| أحمد جميل 29' | تقرير |         |

## أهم الهدافين
| مرتبة | لاعب          | النادي        | الأهداف |
| ----- | ------------- | ------------- | ------- |
| 1     | صالح النجراني | نادي الرياض   | 4       |
| 2     | باسم أبو داود | النادي الأهلي | 2       |
| 2     | ماجد عبد الله | نادي النصر    | 2       |
| 2     | صلاح المولد   | نادي الاتحاد  | 2       |
| 2     | محمد السويد   | نادي الاتحاد  | 2       |